# Лебідь (притока Вздвижу)
Лебідь іноді Либідь — річка в Україні, у Куликівському й Чернігівському районах Чернігівської області. Права притока річки Вздвиж (басейн Десни).

## Опис
Довжина річки приблизно 18,2 км.

## Розташування
Бере початок на північному заході від Куликівки. Спочатку тече на північний захід через Вершинову Муравійку, повертає на південний захід і у Лукашівці впадає у річку Вздвиж, ліву притоку Десни.
Населені пункти вздовж берегової смуги: Кошарище, Бакланова Муравійка.